# Europäisches Jugendforum
Das Europäische Jugendforum (YFJ, vom französischen Youth Forum Jeunesse, englisch: European Youth Forum) ist die Plattform der nationalen Jugendvertretungen und internationalen NGO Jugendorganisationen in Europa. Die Ziele und Aufgaben des Europäischen Jugendforums ist Vertretungsarbeit im Namen aller europäischen Jugendlichen. Es ist offiziell anerkannt von der Europäischen Union, dem Europarat und den Vereinten Nationen.
Das Europäische Jugendforum arbeitet hauptsächlich im Bereich der europäischen Jugendpolitik, behandelt aber auch weltweite Themen und ist auch außerhalb Europas vernetzt. Die Arbeit basiert auf den Mitgliedsorganisationen und deren Standpunkten und ist nicht auf einzelne Politikbereiche beschränkt, da das Thema Jugend als Querschnittsmaterie gesehen wird. Die Themen Gleichberechtigung und Nachhaltigkeit sind wesentlicher Teil der YFJ policy.
Momentan besteht das Europäische Jugendforum aus insgesamt 99 Mitglieds-Organisationen, aus 40 nationalen Interessensvertretungen, und 49 unabhängigen internationale Jugendorganisationen.
Für Deutschland ist das Deutsche Nationalkomitee für internationale Jugendarbeit (DNK), für Österreich die Österreichische Kinder- und Jugendvertretung (ÖJV) und für die Schweiz die Schweizerische Arbeitsgemeinschaft der Jugendverbände (SAJV) als nationale Interessensvertretung im Europäischen Jugendforum vertreten.

## Geschichte
Das YFJ wurde 1996 gegründet und ist die Nachfolgeorganisation mehrerer europäischer Jugendverbände wie dem Youth Forum of the European Union (YFEU), die teilweise bis in die 1960er Jahre zurückreichen.
Die Finanzierung stammt von der Europäischen Kommission und dem Europarat.

## Aufgabe und Arbeit
Nach eigenen Angaben ist die Aufgabe des Europäischen Jugendforums „die Stimme der jungen Menschen Europas zu sein. Eines Europas in dem junge Menschen gleichberechtigte Mitbürger sind und ermutigt und unterstützt werden, ihr Potential als Weltbürger zu entfalten.“
(„To be the voice of young people in Europe, where young people are equal citizens and are encouraged and supported to achieve their fullest potential as global citizens.“)
Das YFJ arbeitet unabhängig, demokratisch und repräsentiert Jugendvertretungen und internationale Jugendorganisationen aus ganz Europa. Es arbeitet für die Stärkung und Förderung junger Menschen damit diese sich in einer demokratischen Gesellschaft einbringen und ihr Leben verbessern können. Partizipation und Emanzipation sollen durch die Repräsentationsarbeit gegenüber den europäischen Einrichtungen gefördert werden. Die Ziele sind dabei vor allem:
- Stärkung der Partizipation von jungen Menschen und Jugendorganisationen in der Gesellschaft und Demokratie
- Mitwirkung und Beeinflussung der Gesetzgebung der Europäischen Union im Sinne junger Menschen
- Förderung der Idee von Jugendpolitik als Querschnittsmaterie in allen Feldern der Gesetzgebung
- Förderung von Jugendorganisationen, die die Mitwirkung und Mitbestimmung von jungen Menschen unterstützen
- Eintreten für den internationalen Austausch von Ideen, Erfahrungen, Verständnis und Gleichberechtigung
- Hochhalten von Werten wie interkulturelles Verständnis, Demokratie, Respekt, Diversität, Menschenrechten, aktiver Beteiligung und Solidarität
- Unterstützung für Jugendarbeit weltweit

Eine Initiative des Europäischen Jugendforums ist die Vergabe der Auszeichnung Europäische Jugendhauptstadt.
Das Europäische Jugendforum hat die Aufgabe alle zwei Jahre 20 junge Menschen aus ihren Mitgliedsorganisationen, 13 Vertreter aus den internationalen Jugendverbänden (INGYOs) und sieben Vertreter von nationalen Jugendvertretungen für das Advisory Council on Youth des Europarats zu nominieren. Diese werden den Mitgliedsorganisationen üblicherweise bei ihrem Council of Members (COMEM) im Frühling in Brüssel demokratisch gewählt.

## Organisation

### Präsidenten
| Datum     | Präsident              | Herkunft   |
| --------- | ---------------------- | ---------- |
| 2021–2022 | Silja Markkula         | Finnland   |
| 2019–2020 | Carina Autengruber     | Österreich |
| 2017–2018 | Luis Alvarado Martinez | Spanien    |
| 2015–2016 | Johanna Nyman          | Finnland   |
| 2011–2014 | Peter Matjašič         | Slowenien  |
| 2009–2010 | Tine Radinja           | Slowenien  |
| 2007–2008 | Bettina Schwarzmayr    | Österreich |
| 2005–2006 | Renaldas Vaisbrodas    | Litauen    |
| 2003–2004 | Giacomo Filibeck       | Italien    |
| 2001–2002 | Henrik Söderman        | Finnland   |
| 1999–2000 | Pau Solanilla          | Spanien    |
| 1997–1998 | Pauliina Arola         | Finnland   |

### Vorstand
Der Vorstand wird alle 2 Jahre von der Vollversammlung gewählt und besteht aus:
- Präsident
- 2 Vizepräsidenten (je eine Person einer nationalen Jugendvertretung und eine Person einer internationalen Jugendorganisation)
- 8 Vorstandsmitglieder (je 4 Personen einer nationalen Jugendvertretung und 4 Personen einer internationalen Jugendorganisation)

An den Sitzungen nimmt der Generalsekretär nicht stimmberechtigt teil.
| Name               | Position          | Herkunft               | Nominiert durch                                                  |
| ------------------ | ----------------- | ---------------------- | ---------------------------------------------------------------- |
| Carina Autengruber | Präsident         | Österreich             | Bundesjugendvertretung (ÖJV)                                     |
| Tina Hočevar       | Vorstandsmitglied | Slowenien              | Mladinski Svet Slovenije (MSS)                                   |
| Ville Majamaa      | Vize-Präsident    | Finnland               | World Organisation of the Scout Movement (European office)       |
| Andrea Casamenti   | Vorstandsmitglied | Italien                | European Confederation of Youth Clubs (ECYC)                     |
| Benjamin Günther   | Vorstandsmitglied | Deutschland            | Deutsches Nationalkomitee für internationale Jugendarbeit (DNK)  |
| Jovana Majstorović | Vorstandsmitglied | Serbien                | Young European Socialists (YES)                                  |
| Silja Markkula     | Vorstandsmitglied | Finnland               | Suomen Nuorisoyhteistyö Allianssiry (Allianssi)                  |
| Rosalyn Old        | Vorstandsmitglied | Vereinigtes Königreich | World Association of Girl Guides and Girl Scouts (WAGGGS)        |
| Frédéric Piccavet  | Vorstandsmitglied | Belgien                | Vlaamse Jeugdraad (VJR)                                          |
| Michael Piccinino  | Vorstandsmitglied | Malta                  | Kunsill Nazzjonali Taz-Zghazagh (KNZ)                            |
| Loes Rutten        | Vorstandsmitglied | Niederlande            | Association des Etats Généraux des Etudiants de l’Europe (AEGEE) |

### Mitgliedsorganisationen

#### Internationale Jugendverbände
| Name                                                                                       | Akronym         | Status                      |
| ------------------------------------------------------------------------------------------ | --------------- | --------------------------- |
| Association des Etats Généraux des Etudiants de l’Europe                                   | AEGEE           | Vollmitglied                |
| Alliance of European Voluntary Service Organisations                                       | ALLIANCE        | Vollmitglied                |
| International ATD Fourth World Movement                                                    | ATD-Quart Monde | Vollmitglied                |
| Board of European Students of Technology                                                   | BEST            | Beobachter                  |
| Democrat Youth Community of Europe                                                         | DEMYC           | Vollmitglied                |
| Europäisches Büro für Kriegsdienstverweigerung                                             | EBCO/BEOC       | Vollmitglied                |
| Young European Socialists                                                                  | ECOSY           | Vollmitglied                |
| European Confederation of Youth Clubs                                                      | ECYC            | Vollmitglied                |
| European Democrat Students                                                                 | EDS             | Vollmitglied                |
| European Educational Exchanges – Youth for Understanding                                   | EEE-YFU         | Vollmitglied                |
| European Federation for Intercultural Learning                                             | EFIL            | Vollmitglied                |
| Erasmus Student Network                                                                    | ESN             | Vollmitglied                |
| European Union of the Deaf Youth                                                           | EUDY            | Beobachter                  |
| ACTIVE - Sobriety, Friendship and Peace                                                    | ACTIVE          | Vollmitglied                |
| European Students' Union                                                                   | ESU/ESIB        | Vollmitglied                |
| European Trade Union Confederation Youth                                                   | ETUC Youth      | Vollmitglied                |
| EU Federation of Youth Hostel Associations                                                 | EUFED           | Vollmitglied                |
| European Union of Jewish Students                                                          | EUJS/UEEJ       | Vollmitglied                |
| Ecumenical Youth Council in Europe                                                         | EYCE            | Vollmitglied                |
| International Federation of Catholic Parochial Youth Movements                             | FIMCAP          | Vollmitglied                |
| Federation of Young European Greens                                                        | FYEG            | Vollmitglied                |
| International Federation of Liberal Youth                                                  | IFLRY           | Vollmitglied                |
| International Falcon Movement - Socialist Education International                          | IFM-SEI         | Vollmitglied                |
| International Federation of Medical Students' Associations                                 | IFMSA           | Vollmitglied                |
| International Lesbian, Gay, Bisexual, Transgender and Queer Youth and Student Organisation | IGLYO           | Vollmitglied                |
| International Union of Socialist Youth                                                     | IUSY            | Vollmitglied                |
| International Young Nature Friends                                                         | IYNF            | Vollmitglied                |
| International Young Catholic Students - International Movement of Catholic Students        | JECI-MIEC       | Vollmitglied                |
| Young European Federalists                                                                 | JEF             | Vollmitglied                |
| European Liberal Youth                                                                     | LYMEC           | Vollmitglied                |
| International Movement of Catholic Agricultural and Rural Youth                            | MIJARC-Europe   | Vollmitglied                |
| Organising Bureau of European School Student Unions                                        | OBESSU          | Vollmitglied                |
| Rural Youth Europe                                                                         | RYEurope        | Vollmitglied                |
| Service Civil International                                                                | SCI             | Vollmitglied                |
| Esperanto-Weltjugend                                                                       | TEJO            | Vollmitglied                |
| World Association of Girl Guides and Girl Scouts                                           | WAGGGS          | Vollmitglied                |
| World Organization of the Scout Movement (European office)                                 | WOSM            | Vollmitglied                |
| Youth Action for Peace                                                                     | YAP             | Vollmitglied (Suspendiert)  |
| Youth and Environment Europe                                                               | YEE             | Vollmitglied                |
| Youth of the European People’s Party                                                       | YEPP            | Vollmitglied                |
| Youth for Exchange and Understanding                                                       | YEU             | Vollmitglied                |
| European Alliance of Young Men’s Christian Associations                                    | YMCA            | Vollmitglied                |
| Young Women’s Christian Association                                                        | YWCA            | Vollmitglied                |
| Youth of European Nationalities                                                            | YEN             | Vollmitglied                |
| European Council of Young Farmers                                                          | CEJA            | Beobachter                  |
| European Confederation of Independent Trade Unions                                         | CESI-Youth      | Beobachter                  |
| Don Bosco Youth Net                                                                        | Don Bosco       | Beobachter                  |
| European Free Alliance Youth                                                               | EFAY            | Beobachter                  |
| European Non-Governmental Sports Organisation Youth Committee                              | ENGSO Youth     | Beobachter                  |
| European Youth Press                                                                       | EYP             | Beobachter                  |
| International Federation of Training Centres for the Promotion of Progressive Education    | FICEMEA         | Beobachter                  |
| International Coordination of Young Christian Workers                                      | ICYCW/CIJOC     | Beobachter                  |
| Jeunesses Musicales International                                                          | JMI             | Beobachter                  |
| Pax Christi International                                                                  | Pax Christi     | Beobachter                  |
| Red Cross Youth                                                                            | RCY             | Beobachter                  |
| Youth Express Network                                                                      | Y-E-N           | Beobachter                  |
| Children’s International Summer Villages                                                   | CISV            | Bewerbung um Mitgliedschaft |
| International Federation of Hard of Hearing Young People                                   | IFHOHYP         | Beobachter                  |
| Freedom, Legality and Rights in Europe                                                     | FLARE           | Bewerbung um Mitgliedschaft |

#### Nationale Jugendvertretungen
| Land                                       | Name | Akronym   | Status                                     |
| ------------------------------------------ | --- | --------- | ------------------------------------------ |
| Finnland                                   | Suomen Nuorisoyhteistyö Allianssiry                                                                           | Allianssi | Vollmitglied                               |
| Vereinigtes Königreich                     | British Youth Council                                                                                         | BYC       | Vollmitglied                               |
| Niederlande                                | Nationale Jeugdraad                                                                                           | NJ / DNYC | Vollmitglied                               |
| Frankreich                                 | Comité pour les Relations Nationales et Internationales des Associations de Jeunesse et d'Education Populaire | CNAJEP    | Vollmitglied                               |
| Estland                                    | Eesti Noorteühenduste Liit                                                                                    | ENL       | Vollmitglied                               |
| Luxemburg                                  | Jugendrot / Jugendrat / Conférence Générale de la Jeunesse Luxembourgoise                                     | CGJL      | Vollmitglied                               |
| Spanien                                    | Consejo de la Juventud de España                                                                              | CJE       | Vollmitglied                               |
| Portugal                                   | Conselho Nacional de Juventude                                                                                | CNJ       | Vollmitglied                               |
| Katalonien                                 | Consell Nacional de la Joventut de Catalunya                                                                  | CNJC      | Vollmitglied (ohne Stimmrecht)             |
| Moldau                                     | Consiliul Național al Tineretului din Moldova                                                                 | CNTM      | Vollmitglied                               |
| Belgien: Französischsprachige Gemeinschaft | Comité pour les Relations Internationales de Jeunesse                                                         | CRIJ      | Vollmitglied (Stimmrecht geteilt mit VJR)  |
| Schweiz                                    | National Youth Council of Switzerland                                                                         | SAJV/CSAJ | Vollmitglied                               |
| Zypern                                     | Cyprus Youth Council                                                                                          | CYC       | Vollmitglied                               |
| Deutschland                                | Deutsches Nationalkomitee für internationale Jugendarbeit                                                     | DNK       | Vollmitglied                               |
| Dänemark                                   | Dansk Ungdoms Fællesråd                                                                                       | DUF       | Vollmitglied                               |
| Griechenland                               | National Youth Council of Greece                                                                              | ESYN      | Vollmitglied                               |
| Italien                                    | Forum Nazionale dei Giovani                                                                                   | FNG       | Vollmitglied                               |
| Malta                                      | Kunsill Nazzjonali Taz-Zghazagh                                                                               | KNZ       | Vollmitglied                               |
| Litauen                                    | Lietuvos jaunimo organizacijų taryba                                                                          | LIJOT     | Vollmitglied                               |
| Lettland                                   | Latvijas Jaunatnes Padome                                                                                     | LJP       | Vollmitglied                               |
| Norwegen                                   | Landsrådet for Norske barne- og ungdomsorganisasjoner                                                         | LNU       | Vollmitglied                               |
| Schweden                                   | Landsrådet för Sveriges ungdomsorganisationer                                                                 | LSU       | Vollmitglied                               |
| Island                                     | Landssamband æskulýðsfélaga                                                                                   | LÆF       | Vollmitglied                               |
| Slowenien                                  | Mladinski Svet Slovenije                                                                                      | MSS       | Vollmitglied                               |
| Kroatien                                   | Mreža Mladih Hrvatske / Croatian Youth Network                                                                | MMH       | Vollmitglied                               |
| Aserbaidschan                              | National Assembly of Youth Organisations of the Republic of Azerbaijan                                        | NAYORA    | Vollmitglied                               |
| Georgien                                   | National Council of Youth Organisations of Georgia                                                            | NCYOG     | Vollmitglied                               |
| Armenien                                   | National Youth Council of Armenia                                                                             | NYCA      | Vollmitglied                               |
| Irland                                     | National Youth Council of Ireland                                                                             | NYCI      | Vollmitglied                               |
| Russland                                   | National Youth Council of Russia                                                                              | NYCR      | Vollmitglied                               |
| Österreich                                 | Österreichische Kinder- und Jugendvertretung                                                                  | ÖJV       | Vollmitglied                               |
| Belarus                                    | Belarusian Union of Youth and Children’s Public Associations                                                  | RADA      | Vollmitglied                               |
| Slowakei                                   | Rada Mládeže Slovenska                                                                                        | RMS       | Vollmitglied                               |
| Tschechien                                 | Česká rada dětí a mládeže                                                                                     | ČRDM      | Vollmitglied                               |
| Belgien: Flämische Gemeinschaft            | Vlaamse Jeugdraad                                                                                             | VJR       | Vollmitglied (Stimmrecht geteilt mit CRIJ) |
| Rumänien                                   | Consiliul Tineretului Din Romania                                                                             | CTR       | Bewerbung um Mitgliedschaft                |
| Ukraine                                    | National Youth Council of Ukraine                                                                             | NYCU      | Vollmitglied                               |
| Serbien                                    | Krovna Organizacija Mladih Srbije                                                                             | KOMS      | Bewerbung um Mitgliedschaft                |
| Belgien: Deutschsprachige Gemeinschaft     | Rat der Deutschsprachigen Jugend                                                                              | RDJ       | Beobachter                                 |
| Bulgarien                                  | Naciolen Mladezki Forum                                                                                       | NMF       | Bewerbung um Mitgliedschaft                |